# Roussel di Bailleul
Ursellus de Ballione, o Roussel di Bailleul, detto anche Roscelin di Baieul, Roskelin, Ursel, Frankopoulos e Phrangopolos (Normandia, ... – Asia Minore, 1077), è stato un condottiero francese.

## Biografia
Già arruolato nell'esercito normanno, col quale partecipò alla battaglia di Cerami (nel 1063 in Sicilia) al fianco di Ruggero I d'Altavilla, ed in cui l'esercito saraceno subì una pesante sconfitta. Successivamente si stabilì in Terra d'Otranto, che poi lasciò arruolandosi come mercenario nell'esercito bizantino, dove divenne comandante delle truppe mercenarie franche dell'imperatore Romano IV Diogene.
Roussel di Bailleul fu presente alla battaglia di Manzicerta nel 1071, alla quale tuttavia i suoi uomini non presero parte perché precedentemente incaricati dal basileus di saccheggiare l'area di Khliat e raccogliere rifornimenti. Dopo la catastrofica sconfitta di Romano IV, Roussel continuò a militare sotto le insegne dell'Impero, in quel momento più che mai bisognoso di abili generali, e fu inviato in Asia Minore alla testa di 3 000 cavalieri mercenari franco-normanni. Qui Roussel, dopo aver conquistato vasti territori in Galazia, li dichiarò stato indipendente nel 1073 e se ne autoproclamò principe, seguendo in ciò l'esempio dei cavalieri normanni insignoritisi del Mezzogiorno d'Italia. La capitale dello stato divenne Ancyra, oggi capitale turca. Il principe normanno sconfisse successivamente il Cesare Giovanni Ducas e saccheggiò la città di Crisopoli, vicino a Costantinopoli. L'imperatore Michele VII Ducas convinse però il selgiuchide Tutush I ad eliminare Roussel. I Turchi esaudirono le richieste dell'imperatore, catturando ma poi rilasciando dietro riscatto Roussel, che poté così ritirarsi ad Amasya, dove la popolazione lo appoggiò quale signore della città, salvo poi abbandonarlo nel 1074, in seguito alle abili manovre di Alessio I Comneno, futuro imperatore allora solo generale.
Venne imprigionato a Costantinopoli e poi rilasciato nel 1077 con l'incarico di condurre un battaglione contro l'usurpatore Niceforo Botaniate, Roussel di Bailleul lo sconfisse facilmente, unendosi successivamente alla sua causa. Ancora una volta l'imperatore richiamò i selgiuchidi, che a Nicomedia sconfissero e catturarono Roussel, riconsegnandolo ai Bizantini, che lo giustiziarono nel 1077.

### Fonti antiche
- Giovanni Scilitze, Cronaca
- Anna Comnena, Alessiade